# José Hurtado de Arria
José Hurtado de Arria (Corona de Castilla, Monarquía Hispánica c. 1640s - Santiago de Guatemala 1698) fue un maestre de campo que ejercería los cargos de corregidor de Totonicapán, alcalde mayor de San Salvador (desde 1689 a 1694) y corregidor de Sébaco y Chontales .

## Biografía
José Hurtado de Arria nacería en Corona de Castilla de la Monarquía Hispánica por la década de 1640s, se dedicaría a la carrera de las armas y se trasladaría a vivir a la ciudad de Santiago de Guatemala. Posteriormente, el 20 de marzo de 1669 el presidente-gobernador y capitán general de Guatemala Sebastián Álvarez Alfonso Rosica de Caldas le concedió del título de capitán de infantería de una de dos compañías levantadas para la defensa de la gobernación de Nicaragua ante el peligro de un ataque pirata; y de regreso a Guatemala, el dicho presidente-gobernador le reformó el cargo el 31 de diciembre de ese año.
El 10 de febrero de 1676, por real cédula, se le nombró factor del Consulado de comercio de Sevilla, para la introducción de esclavos de las indias. Asimismo, el 5 de junio de 1680 presentaría una relación de méritos ante el Consejo de Indias, y más adelante en 1682 ocuparía el cargo de alcalde ordinario y corregidor del valle de Santiago de Guatemala.
El 22 de enero de 1683 el rey Carlos II lo designó como alcalde mayor de San Salvador, para que tomase posesión luego de que finalizase el período para el que había sido nombrado su predecesor Pedro Calvo del Risco, siendo el primero en ser nombrado como alcalde mayor de las provincias de San Salvador, San Miguel y San Vicente. Mientras esperaba el tiempo de asumir dicho cargo, el 4 de julio de 1684 se presentó (junto con José Calvo de Lara y Lorenzo de Montúfar) ante el presidente-gobernador y capitán general de Guatemala Enrique Enríquez de Guzmán para solicitarle que pidiese al virrey de Nueva España el envío de la armada de barlovento para limpiar de piratas el puerto de Trujillo; posteriormente, en el año de 1685, fue nombrado por el presidente-gobernador de Guatemala como corregidor de Totonicapán (por la renuncia de su predecesor Melchor de Mencos), siendo ratificado para un año más en dicho cargo en 1686.
El 22 de abril de 1689 el presidente-gobernador y capitán general de Guatemala Jacinto de Barrios y Leal y los oidores de la real audiencia guatemalteca, previo dictamen del fiscal, lo llamaron para ser juramentado en su cargo como alcalde mayor; luego de lo cual partiría a la ciudad de San Salvador para tomar posesión de dicho puesto. Durante su mandato, tuvo un pleito con los habitantes de San Vicente que pidieron a la real audiencia guatemalteca su remoción, y por lo cual tuvo que sobornar a varios oidores para que dicha moción no prosperase.
Ejercería el cargo de alcalde mayor hasta el año de 1894, luego de lo cual retornaría a Guatemala, donde adquiriría el rango de maestre campo, y donde sería nombrado como corregidor de Sébaco y Chontales (en la provincia de Nicaragua); después de ello, retornaría a la ciudad de Santiago de Guatemala donde fallecería por el año de 1698, dejando en su testamento 6594 pesos y 5 reales que el 6 de noviembre de ese año serián destinados para la construcción del convento de Santa Clara de esa localidad.